# Болотные почвы
Болотные почвы — почвы с большим количеством неразложившихся и полуразложившихся растительных остатков (торфа), которые накапливаются в них под влиянием длительного избыточного увлажнения.

## Формирование
Болотные почвы образуются под влиянием болотного процесса почвообразования, при избыточном увлажнении атмосферными и застойными грунтовыми водами. Составляющими процесса образования таких почв являются торфообразование (накопление растительных остатков и гумуса, вызывающее недостаток кислорода и развития анаэробных процессов) и оглеение (биохимический процесс, связанный с восстановлением марганца и железа). Этот процесс происходит при обязательном участии различных грибов и бактерий. Почва имеет темный (сизый) оттенок.

## Классификация
Болотные почвы по степени развития процессов торфообразования и оглеения, что характерно для них, делятся на торфяные (слой торфа более 50 см), торфо-глинистые (слой торфа менее 50 см, под ним глеевый горизонт) и иловато-болотные, в которых сплошного слоя торфа нет. С хозяйственной точки зрения болотные почвы принято делить на кислые, нейтральные и щелочные, а также на солончаковатые, солонцеватые, карбонатные и железистые.

## Использование
После осушения и проведения агромелиоративных мер болотные почвы могут превращаться в высокопроизводительные сельскохозяйственные угодья. На них выращивают высокие урожаи овощей, картофеля, многолетних трав, конопли и других культур. Наиболее пригодны для земледелия почвы низинных болот. Торф же лучше использовать в качестве удобрения или же компоста.

## География
Распространены болотные почвы в северной части Евразии, в таёжно-лесной и тундровых зонах, занимая около 3923 тыс. км2.